# Islamische Wirtschaftsorganisation von Iran
Die Islamische Wirtschaftsorganisation von Iran oder Islamische Wirtschaftsorganisation Irans (englisch Islamic Economics Organization of Iran; persisch سازمان اقتصاد اسلامی ایران, DMG sāzmān eghtesād eslāmī-ye Īrān; ehemals englisch Central Bank of the Islamic Republic of Iran oder deutsch Zentralbank der Islamischen Republik Iran) war das erste islamische Bankinstitut, das in Iran 1979 nach der Islamischen Revolution gegründet wurde. Die Organisation fungiert als Zentralbank für die Ausgabe von Qard al-Hasan (islamische Kreditfonds) und wurde durch den Erlass von Ruhollah Chomeini von der Verstaatlichung ausgenommen. Die Gründung dieser Organisation war der erste Schritt zur Errichtung eines parallelen Systems im Bankensektor, das außerhalb des Zuständigkeitsbereichs der iranischen Zentralbank operiert. Sie beaufsichtigt derzeit im Auftrag der iranischen Zentralbank 1200 von 2500 islamischen Kreditfonds.

## Geschichte

### Hintergrund
Mir-Muhammad Sadeghi, ein prominentes Mitglied der Mo'talefah und ein Anhänger Chomeinis aus der Bazaari-Klasse, spielte sowohl vor als auch nach der Revolution eine aktive Rolle bei der Einrichtung islamischer Kreditfonds. Kurz nach der Revolution wurde er zum Leiter der Islamischen Wirtschaftsorganisation ernannt.

### Einrichtung
Die Islamische Bank von Iran wurde im April 1979 auf Anordnung von Seyyed Ruhollah Khomeini und mit Unterstützung von Mohammad Beheschti und Morteza Motahhari gegründet. Nach der Ermächtigung des Führers der Islamischen Republik zur Gründung der Bank wurde unter Mitwirkung von Rechts- und Bankenexperten ein Statut ausgearbeitet und der Zentralbank und dem Währungs- und Kreditrat zur Genehmigung vorgelegt. Der Rat billigte das Statut einstimmig in einer Sitzung am 9. Mai 1979. Über diese Entwicklung berichteten mehrere Zeitungen, darunter Ettela'at (Ausgabe Nr. 15850 vom 10. Mai 1979).

### Namensänderung von Bank zu Organisation
Zu diesem Zeitpunkt erklärte die provisorische Regierung die Banken für verstaatlicht. Ruhollah Chomeini schloss die Islamische Bank aus dem Beschluss der Übergangsregierung in Iran aus und sagte: „Die Islamische Bank wird nicht verstaatlicht werden.“ Die provisorische Regierung stimmte zu, dass die Islamische Bank Irans ihre Tätigkeit mit dem vom Rat für Geld und Kredit genehmigten Statut und dem festgelegten Zweck und Gegenstand, sogar mit einem gewählten Logo, fortsetzen würde, aber das Wort „Bank“ nicht verwenden würde, was bedeutet, dass sie alle Bank- und Kreditgeschäfte unter Wegfall des Namens der Bank durchführen würde, und versprach, dass die Islamische Bank Irans, sobald die Verbote aufgehoben würden, unter demselben Namen arbeiten würde. Auf der Grundlage dieser Überlegungen und Versprechen wurde lediglich das Wort „Bank“ in „Wirtschaftsorganisation“ geändert. Mit anderen Worten, die Bank bestand inhaltlich weiter, aber formal verbarg sie die Islamische Wirtschaftsorganisation von Iran, d. h. die Islamische Bank von Iran ist eine Bank in der Form der Islamischen Wirtschaftsorganisation.

### Streit um 3000 Billionen Rial
Im Jahr 2015 erklärte ein Vertreter der Islamischen Beratenden Versammlung, dass die Islamische Wirtschaftsorganisation illegal dreitausend Billionen Rial aus den Mitteln des Qard-ol-Hasanah-Fonds entnommen und für den Bau eines Gebäudes für die Organisation verwendet habe.

## Referenzen
1. 1 2  About the Organization. In: Islamic Economics Organization of Iran. Abgerufen am 16. April 2025 (fa-ir).
2. ↑  Islamic Economy Organization | bank | Britannica. In: www.britannica.com. Abgerufen am 16. April 2025 (englisch).
3. ↑  Iran - Oil, Gas, Minerals | Britannica. In: www.britannica.com. 15. April 2025, abgerufen am 16. April 2025 (englisch).
4. 1 2  Mehrdad Vahabi: Destructive Coordination, Anfal and Islamic Political Capitalism (= SpringerLink). 2023, ISBN 978-3-03117673-9, S. 217, doi:10.1007/978-3-031-17674-6 (englisch, springer.com).
5. ↑  Promoting the culture of Islamic loan funds is mandatory in the country. In: Reference Media of the Central Bank. 10. September 2018, abgerufen am 16. April 2025 (persisch).
6. ↑  About the Organization. In: Islamic Economics Organization of Iran. Abgerufen am 16. April 2025 (fa-ir).
7. ↑  Three trillion violation by the Islamic Economic Organization. In: Radiozamaneh. 2. Februar 2015, abgerufen am 16. April 2025 (fa-ir).